# Golf van Napels
De Golf van Napels (Italiaans: Golfo di Napoli) is een baai aan de westkust van Zuid-Italië.
Aan de Golf van Napels liggen (met de klok mee van noordwest naar zuidoost) de ruïnes van de oude Romeinse stad Baiae, de Campi Flegrei met de van oorsprong Griekse stad Pozzuoli, de stad Napels, de Vesuvius met de opgravingen van de Romeinse steden Pompeii en Herculaneum en de plaatsen Torre del Greco en Castellammare di Stabia. Aan de zuidoostkant wordt de Golf van Napels door het schiereiland van Sorrento begrensd. De Golf van Napels wordt min of meer 'verlengd' door drie eilanden: Capri in het zuiden en Ischia en Procida in het noorden. Verdere eilanden zijn Vivara ten zuidwesten van Procida en Nisida (bij Pozzuoli). In het midden van de Golf van Napels liggen echter geen eilanden. Een mogelijke verklaring hiervoor is dat de hele Golf van Napels de caldera (krater) van een supervulkaan zou zijn. 
De omgeving van de Golf van Napels hoort bij de Italiaanse regio Campania en vormt met meer dan 4,4 miljoen inwoners de belangrijkste agglomeratie van Zuid-Italië.
Doordat het gebied onderhevig is aan het fenomeen bradyseïsme, waarbij het aardoppervlakte in hoogte varieert onder invloed van een onderaardse magmakamer, is het grootste gedeelte van het historische Baiae inmiddels in de Golf van Napels gezakt; de kustlijn van toen ligt tegenwoordig op een diepte van circa 10 meter onder waterniveau. In Pozzuoli is het Serapium door dezelfde oorzaak in de tweede helft van de vorige eeuw deels nog meters gestegen, terwijl het complex ook tijden onder water moet hebben gestaan.